# 恆春兮
恆春兮（1971年—），本名鄭志文，是臺灣聲音藝術工作者，出生於高雄市鼓山區哈瑪星。其錄音作品為以臺語為主之短篇、仿廣播形式作品，內容多為諷刺社會、政治時事，以幽默有趣的方式呈現。
恆春兮本業為機車行老闆，在高雄市前鎮區崗山東街經營「大元機車行」。1995年起，恆春兮開始參與電台脫口秀節目，首次主持節目為蕃薯之聲地下廣播電台「蕃薯有夠俗」。
恆春兮至今已出版「工商服務」系列等三張唱片，版稅分別捐給慈濟基金會、台東基督教醫院及家扶基金會等公益團體。

## 作品
- 《工商服務第1輯》，角頭文化，2001年1月出版。
- 《工商服務第2輯》，角頭文化，2002年4月出版。
- 《工商服務第3輯》，角頭文化，2004年3月出版。
- 《軍教男兒》（聲音演出、旁白企劃）。

## 外部連結
- YouTube上的恆春兮頻道
- YouTube上的恆春兮工商服務官方MV播放列表
- 恆春兮：我就是個機車行老闆 （页面存档备份，存于），中華文化總會《FOUNTAIN新活水》雜誌，2021年12月16日